# Xanthopimpla jonathani
Xanthopimpla jonathani là một loài tò vò trong họ Ichneumonidae.